# Trhová Kamenice
Trhová Kamenice (en allemand : Markt Kamnitz) est un bourg městys) du district de Chrudim, dans la région de Pardubice, en République tchèque. Sa population s'élevait à 956 habitants en 2022.

## Géographie
Trhová Kamenice se trouve à 8 km à l'ouest-nord-ouest du centre de Hlinsko, à 19 km au sud-sud-est de Chrudim, à 28 km au sud-sud-est de Pardubice et à 104 km à l'est-sud-est de Prague.
La commune est limitée par Hodonín et Ctětín au nord, par Vysočina à l'est et au sud, et par Libice nad Doubravou au sud-ouest et par Horní Bradlo à l'ouest.

## Histoire
La première mention écrite de la localité date de 1439.

## Administration
La commune se compose de sept sections :
- Trhová Kamenice
- Hluboká
- Kameničky
- Petrkov 3. díl
- Polom
- Rohozná
- Zubří

## Galerie

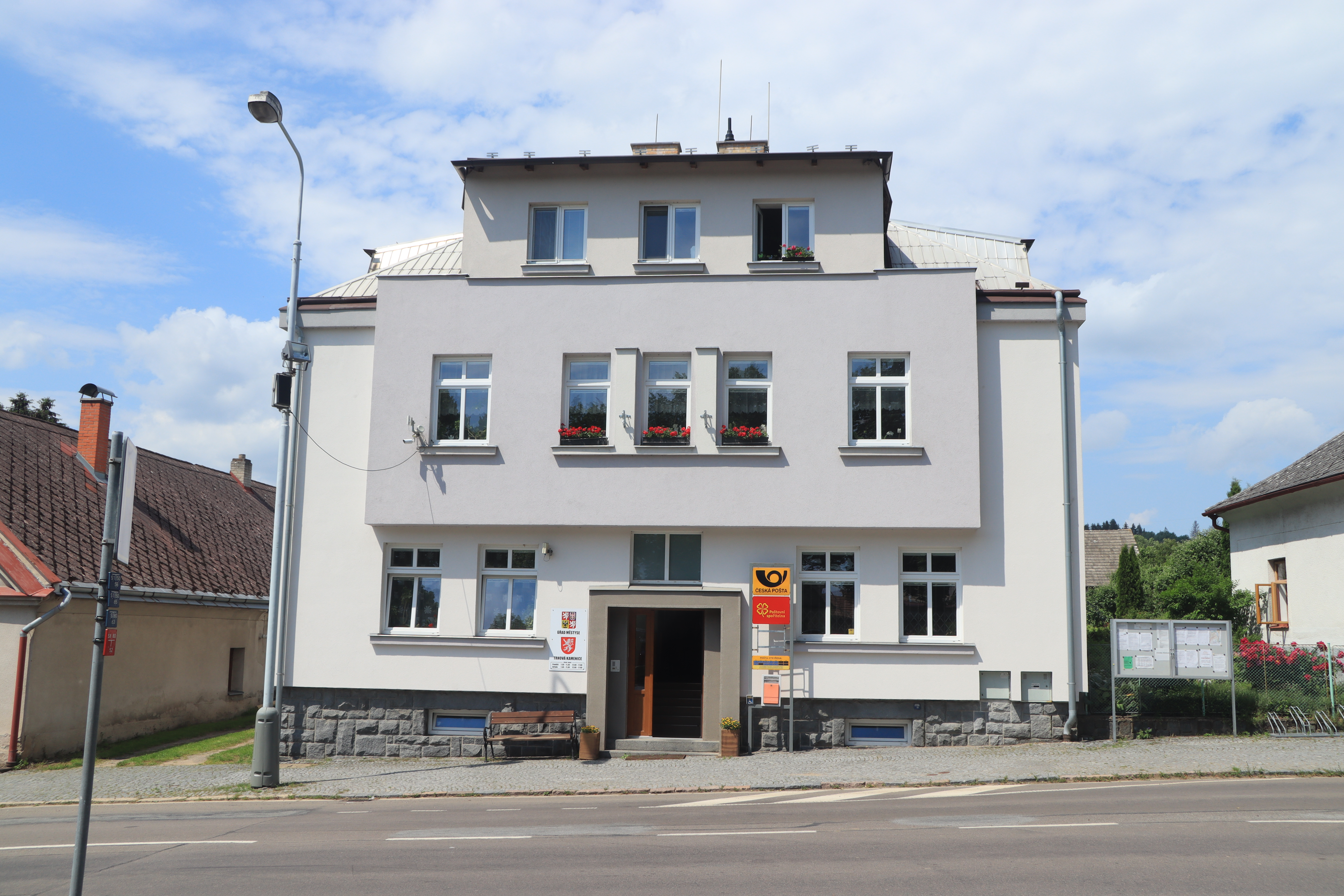
Trhová Kamenice : la mairie.
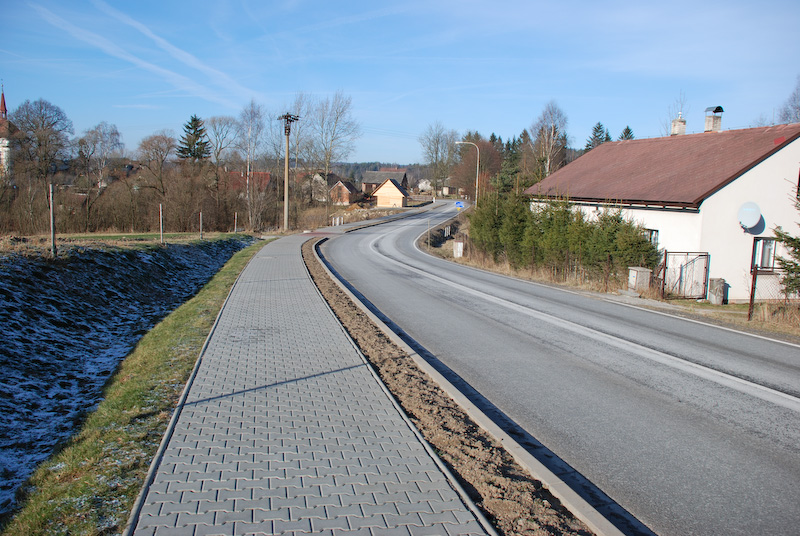
Entrée de Trhové Kamenice.

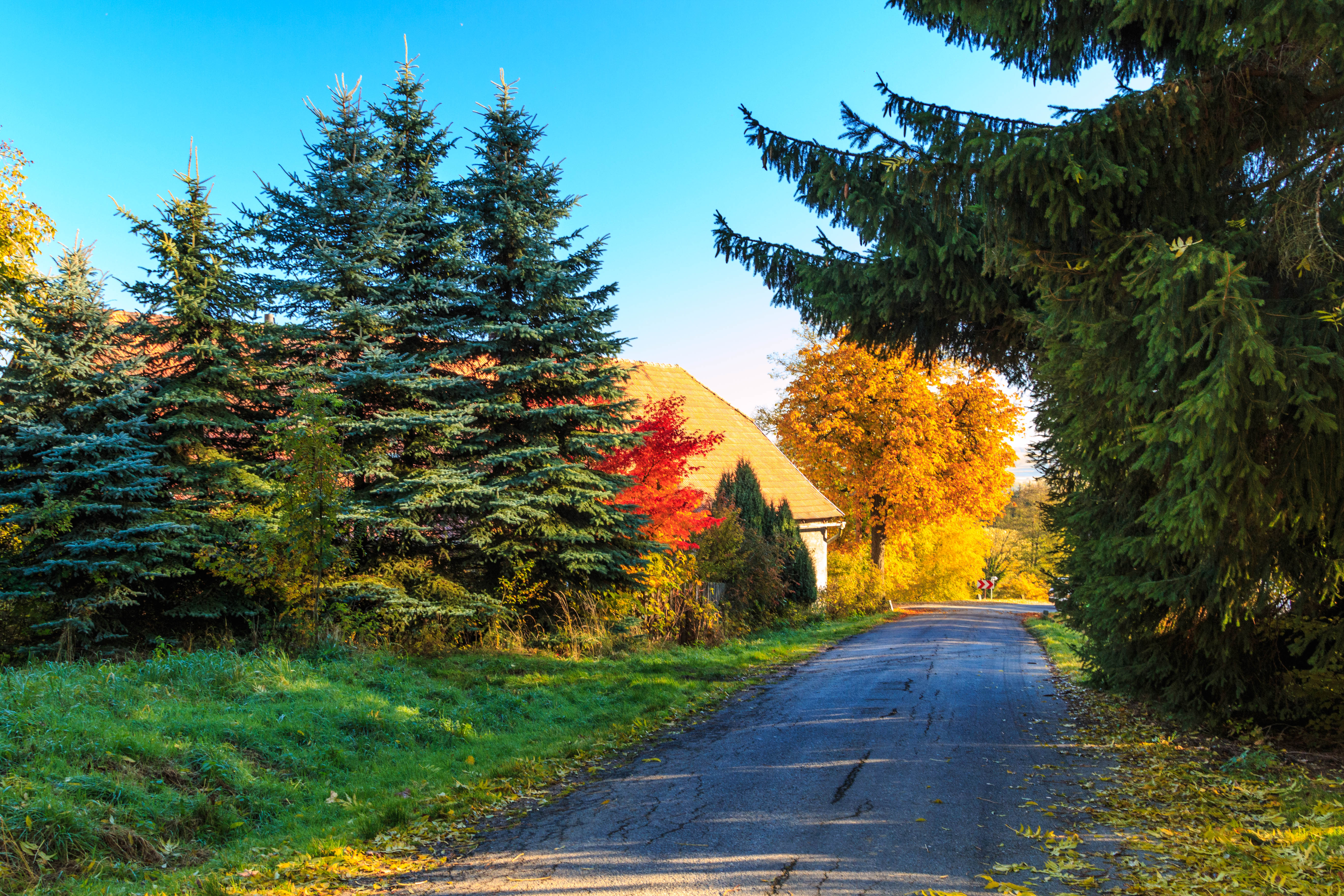
Route à Hluboká.
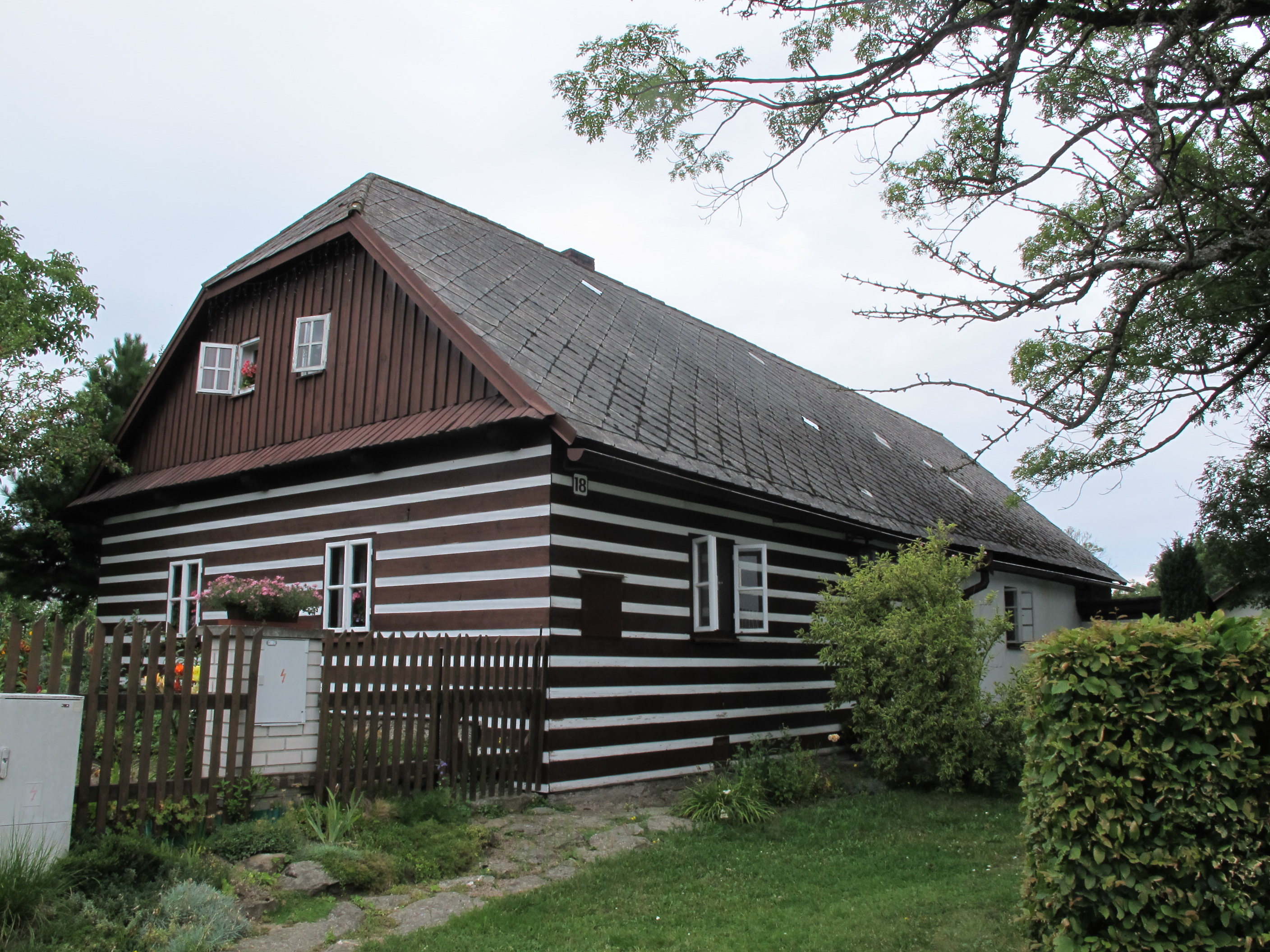
Maison à Zubří.

## Transports
Par la route, Trhová Kamenice se trouve à 8 km du centre de Hlinsko, à 22 km de Chrudim, à 31 km de Pardubice et à 134 km de Prague. 